# خربة دير شمس
خربة دير شمس هي إحدى خرب منطقة الظاهرية بمحافظة الخليل بالضفة الغربية، تقع جنوب غرب مدينة الخليل وعلى بعد 18 كيلو متر، تقع على ارتفاع 580 م فوق سطح البحر، وهي ضمن الأراضي الفلسطينية التي احتلت عام 1967.
يحدها من الشرق والشمال السموع والظاهرية، ومن الغرب خط الهدنة 1949، ومن الجنوب خربة شويكة.
بلغ عدد سكان خربة دير شمس وفق الجهاز المركزي للإحصاء الفلسطيني في التعداد السكاني الأول في عهد السلطة الوطنية الفلسطينية عام 1997، (58)نسمة، ويعتمد السكان على الزراعة والتربية الحيوانية، وهي منطقة ريفية بدوية.
خربة دير شمس موقع أثري قديم تضم جدران مهدمة ومعصرة محفورة في الصخر ومغر، وكانت تقوم عليها خربة (دنه) العربية الكنعانية، كما ذكر (مصطفى الدباغ 1991).